# Vétroz
Vétroz és un municipi del cantó suís del Valais, situat al districte de Conthey.